# 袁宅
袁宅位于浙江省嘉兴市嘉善县西塘镇朝南埭社区计家弄2号。
2011年1月7日，袁宅作为西塘建筑群的子项，公布为第六批浙江省文物保护单位。